# Cosmophasis
Cosmophasis Simon, 1901 è un genere di ragni appartenente alla famiglia Salticidae.

## Caratteristiche
La maggior parte delle specie è mirmecofila, cioè ha interazioni con le formiche che vanno dal commensalismo al parassitismo. Vi sono comunque alcune specie che mostrano varie colorazioni e seguono altri tipi di comportamento.
C. bitaeniata (Keyserling, 1882) secerne composti chimici in grado di far intendere alle specie della formica Oecophylla smaragdina (Formicinae) di essere una di loro e infiltrarsi nei nidi.

## Distribuzione
Le 43 specie oggi note di questo genere sono diffuse per la maggior parte lungo l'Asia sudorientale fino a raggiungere l'Australia; alcune specie sono state rinvenute in Africa.

## Tassonomia

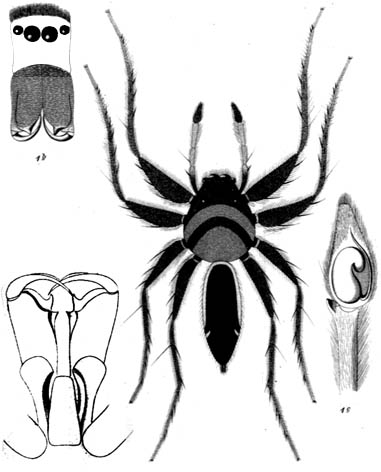
Cosmophasis micans, disegno anatomico

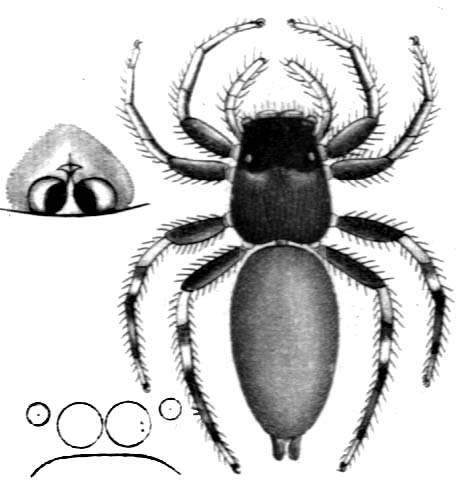
Cosmophasis obscura, disegno anatomico

A dicembre 2010, si compone di 43 specie:
1. Cosmophasis albipes Berland & Millot, 1941 — Guinea
2. Cosmophasis albomaculata Schenkel, 1944 — Timor (Indonesia)
3. Cosmophasis arborea Berry, Beatty & Prószynski, 1997 — Isole Caroline
4. Cosmophasis australis Simon, 1902 — Sudafrica
5. Cosmophasis bitaeniata (Keyserling, 1882) — Nuova Guinea, Australia, Micronesia, Indonesia, isole Figi
6. Cosmophasis chlorophthalma (Simon, 1898) — Nuove Ebridi
7. Cosmophasis chopardi Berland & Millot, 1941 — Costa d'Avorio
8. Cosmophasis cypria (Thorell, 1890) — Giava
9. Cosmophasis depilata Caporiacco, 1940 — Etiopia
10. Cosmophasis estrellaensis Barrion & Litsinger, 1995 — Filippine
11. Cosmophasis fagei Lessert, 1925 — Africa orientale
12. Cosmophasis fazanica Caporiacco, 1936 — Libia
13. Cosmophasis gemmans (Thorell, 1890) — Sumatra
14. Cosmophasis lami Berry, Beatty & Prószynski, 1997 — Isole Figi
15. Cosmophasis laticlavia (Thorell, 1892) — Sumatra
16. Cosmophasis longiventris Simon, 1903 — Vietnam
17. Cosmophasis lucidiventris Simon, 1910 — Gabon
18. Cosmophasis maculiventris Strand, 1911 — Isole Aru
19. Cosmophasis marxi (Thorell, 1890) — Sumatra, Giava
20. Cosmophasis masarangi Merian, 1911 — Celebes
21. Cosmophasis micans (L. Koch, 1880) — Queensland
22. Cosmophasis micarioides (L. Koch, 1880) — Nuova Guinea, Queensland, Isole Salomone
23. Cosmophasis miniaceomicans (Simon, 1888) — Isole Andamane
24. Cosmophasis modesta (L. Koch, 1880) — Queensland
25. Cosmophasis monacha (Thorell, 1881) — Nuova Guinea
26. Cosmophasis muralis Berry, Beatty & Prószynski, 1997 — Isole Caroline
27. Cosmophasis obscura (Keyserling, 1882) — Queensland
28. Cosmophasis olorina (Simon, 1901) — Sri Lanka
29. Cosmophasis orsimoides Strand, 1911 — Isole Kei (Indonesia)
30. Cosmophasis parangpilota Barrion & Litsinger, 1995 — Filippine
31. Cosmophasis psittacina (Thorell, 1887) — Birmania
32. Cosmophasis pulchella Caporiacco, 1947 — Etiopia
33. Cosmophasis quadricincta (Simon, 1885) — Singapore
34. Cosmophasis risbeci Berland, 1938 — Nuove Ebridi
35. Cosmophasis squamata Kulczyński, 1910 — Isole Salomone, Isole Seychelles
36. Cosmophasis strandi Caporiacco, 1947 — Africa orientale
37. Cosmophasis thalassina (C. L. Koch, 1846)[3] — dalla Malesia all'Australia
38. Cosmophasis tricincta Simon, 1910 — Bioko (Golfo di Guinea)
39. Cosmophasis trioipina Barrion & Litsinger, 1995 — Filippine
40. Cosmophasis umbratica Simon, 1903 — dall'India a Sumatra
41. Cosmophasis valerieae Prószynski & Deeleman-Reinhold, 2010 — Sumbawa (Isole della Sonda)
42. Cosmophasis viridifasciata (Doleschall, 1859) — da Sumatra alla Nuova Guinea
43. Cosmophasis weyersi (Simon, 1899) — Sumatra

### Specie trasferite
Sono ben 10 le specie finora trasferite di questo genere, prevalentemente verso il genere Mexcala:
- Cosmophasis archeyi Berland, 1931; trasferita al genere Clynotis[2]
- Cosmophasis caerulea Simon, 1901; trasferita al genere Mexcala[2]
- Cosmophasis cincta Denis, 1947; trasferita al genere Mexcala[2]
- Cosmophasis collingwoodi (O. P.-Cambridge, 1871); trasferita al genere Siler[2]
- Cosmophasis ichneumon Simon, 1901; trasferita al genere Orsima[2]
- Cosmophasis insultans (Thorell, 1881); trasferita al genere Margaromma[2]
- Cosmophasis natalensis Lawrence, 1942; trasferita al genere Mexcala[2]
- Cosmophasis nigrocyanea (Simon, 1886); trasferita al genere Mexcala[2]
- Cosmophasis quadrimaculata Lawrence, 1942; trasferita al genere Mexcala[2]
- Cosmophasis tristis Berland & Millot, 1941; trasferita al genere Mexcala[2]